# Vauvèrd
Vauvèrd (en francès Vauvert) és un municipi francès situat al departament del Gard i a la regió d'Occitània. L'any 2005 tenia 10.600 habitants.